# Талликуль (Шаранський район)
Таллику́ль (рос. Таллыкуль, башк. Таллыкүл) — присілок у складі Шаранського району Башкортостану, Росія. Входить до складу Зіріклинської сільської ради.
Населення — 14 осіб (2010; 39 у 2002).
Національний склад:
- татари — 67 %
- башкири — 31 %